# خاندان اژدها
خاندان اژدها (انگلیسی: House of the Dragon) مجموعهٔ تلویزیونی درام فانتزی آمریکایی است که توسط جرج آر. آر. مارتین و رایان کندال برای اچ‌بی‌او ساخته شده است. این مجموعه پیش‌درآمدی بر بازی تاج‌وتخت (۲۰۱۱–۲۰۱۹) است و دومین نمایش در فرنچایز ترانه یخ و آتشِ مارتین محسوب می‌شود. کندال و میگل سپاچنیک به‌عنوان تهیه‌کنندگان اصلی در فصل نخست فعالیت کرده‌اند. خاندان اژدها بر پایهٔ بخش‌هایی از رمان آتش و خونِ مارتین (چاپ ۲۰۱۸) است، و داستان آن حدود ۱۰۰ سال پس از اینکه هفت پادشاهی توسط فتوحات تارگرین یکپارچه شد، آغاز می‌شود. همچنین داستان آن ۲۰۰ سال پیش از وقایع بازی تاج‌وتخت و ۱۷۲ سال پیش از تولد دنریس تارگرین جریان دارد. وقایع آن رخدادهای منجر به افول سلطنت خاندان تارگِریِن را به تصویر می‌کشد، که باعث جنگ جانشینی ویرانگری معروف به «رقص اژدهایان» می‌شود.
سفارش ساخت خاندان اژدها در اکتبر ۲۰۱۹ داده شد. انتخاب بازیگران در ژوئیه ۲۰۲۰ انجام و تصویربرداری اصلی از آوریل ۲۰۲۱ در بریتانیا آغاز شد. این سریال در تاریخ ۲۱ اوت ۲۰۲۲ پخش شد و فصل اول آن شامل ده قسمت است. این سریال پنج روز پس از پخش، برای فصل دوم تمدید شد. سپاچنیک پس از فصل اول نقش خود را به عنوان تهیه‌کنندهٔ اصلی ترک کرد و کندال به عنوان تنها شورانر برای فصل دوم باقی ماند. فصل دوم در ۱۶ ژوئن ۲۰۲۴ پخش شد و شامل هشت قسمت است. این مجموعه در ژوئن ۲۰۲۴ برای فصل سوم تمدید شد.
فصل نخست نقدهای مثبت منتقدان را دریافت کرد، که از توسعه شخصیت‌ها، جلوه‌های بصری، نویسندگی، موسیقی رامین جوادی و اجراها تحسین شد. با این حال، شتاب داستان، به ویژه پرش‌های زمانی، و نورپردازی تاریک برخی از صحنه‌ها مورد انتقاد قرار گرفت. این سریال در نخستین روز توسط بیش از ۱۰ میلیون بیننده در سراسر کانال‌های خطی و اچ‌بی‌او مکس دیده شد، که بزرگ‌ترین افتتاحیه روز در تاریخ اچ‌بی‌او بوده است. خاندان اژدها برنده جایزه گلدن گلوب بهترین مجموعه تلویزیونی – درام شد و اما دآرسی برای اجرایش نامزد گلدن گلوب بود. همچنین این مجموعه نامزد ۹ جایزه امی ساعات پربیننده شامل نامزدی در دسته‌بندی مجموعهٔ درام برجسته بود.

## بازیگران و شخصیت‌ها

### اصلی
- پدی کانسیداین در نقش پادشاه ویسریس تارگرین یکم:[الف][۷] پنجمین پادشاه هفت پادشاهی. ویسریس که به عنوان «مردی خونگرم، مهربان و شایسته» شناخته می‌شود، توسط شورایی از لردها به عنوان جانشین پدربزرگش، جهریس تارگرین یکم، به عنوان پادشاه انتخاب شد.[۸] ویسریس بزرگ‌ترین فرزندِ پسرِ دوم پادشاه جهریس، یعنی شاهزاده بئلون تارگرین و خواهر و همسرش پرنسس آلیسا تارگرین است.[۹]
- مت اسمیت در نقش شاهزاده دیمون تارگرین:[ب] وارث مقدر تخت آهنین، او برادر کوچکتر پادشاه ویسریس، نوهٔ پادشاه جهریس و عموی پرنسس رینیرا است. او همچنین یک جنگجوی سرسخت و یک اژدهاسوار با تجربه است و سوار بر اژدهای خود «کاراکسیس»[پ] پرواز می‌کند.[۸]
- اولیویا کوک در نقش لیدی/ملکه آلیسنت های‌تاور:[ت] ندیمه و بهترین دوست پرنسس رینیرا در دوران جوانی، و بعدها همسر دوم پادشاه ویسریس تارگرین. او دختر سِر آتو های‌تاور است، و در رِد کیپ، بخشی از حلقهٔ درونی پادشاه بزرگ شده و به عنوان خوش‌منظرترین زن در هفت پادشاهی شناخته می‌شود.[۸]
  - امیلی کری در نقش آلیسنت های‌تاور جوان.
- اما دآرسی در نقش پرنسس رینیرا تارگرین:[ث] فرزند اول پاشاه ویسریس و وارث بلافصل؛ نخستین و تنها فرزند بازماندهٔ ویسریس و ملکه اِما آرین. از او در دوران جوانی‌اش به عنوان «خوشیِ قلمرو» ستایش می‌شد، و سوار بر اژدهای جوان خود، «سایرکس»،[ج] پرواز می‌کند.[۸]
  - میلی آلکاک در نقش رینیرا تارگرین جوان.
- ریس ایفانز در نقش سِر آتو های‌تاور:[چ] پدر آلیسنت های‌تاور، نخستین و سومین دست پادشاه. او فردی متکبر، صریح و سلطه‌گر است و رقیب سیاسی سرسختِ شاهزاده دیمون محسوب می‌شود.[۸]
- استیو توسان در نقش لرد کورلیس ولاریون:[ح] رئیس خاندان ولاریون، یکی از ثروتمندترین و قدرتمندترین خانواده‌ها در هفت پادشاهی، و ارباب کشتی‌های پادشاه ویسریس تارگرین. او با لقب «مار دریایی»،[خ] مشهورترین دریانورد تاریخ وستروس است.[۸]
- ایو بست در نقش پرنسس رینیس تارگرین:[د] دختر عموی پادشاه ویسریس تارگرین و همسر لرد کورلیس ولاریون. رینیس تنها فرزند شاهزاده ایمون تارگرین، وارث فقید و بزرگ‌ترین پسر پادشاه جهریس تارگرین، و جوسلین باراتیون، خواهر ناتنیِ جهریس است. او که به عنوان «ملکه‌ای که هرگز نبود»[ذ] شناخته می‌شود، زمانی کاندیدای جانشینی پدربزرگش، پادشاه جهریس، به عنوان فرمانروای هفت پادشاهی بود، اما به دلیل جنسیتش به نفع پسر عموی کوچکترش ویسریس کنار گذاشته شد.[۸] او یک اژدهاسوار قدرتمند است که سوار بر اژدهای خود، «ملیس»،[ر] پرواز می‌کند.[۹]
- فابین فرانکل در نقش سِر کریستون کول:[ز] یک شمشیرزن ماهر از سرحدات دورن و پسر پیشکار لرد بلک‌هیون با اصلیتی دون پایه که به عضویت گارد پادشاهی در می‌آید.[۸]
- سونویا میزونو در نقش میساریا:[ژ] رقصنده‌ای در یک روسپی‌خانه که متولد خارج از کشور است و تبدیل به معتمد و قابل اعتمادترین همدم شاهزاده دیمون تارگرین شده‌است. او بعداً به عنوان «وایت وُرم یا کرم سفید»[س] شناخته شد، که شبکه‌ای از جاسوسان را در کینگز لندینگ رهبری می‌کند.[۸]
- گراهام مک‌تاویش در نقش سِر هرولد وسترلینگ:[ش] لرد فرمانده کنونی گارد پادشاهی که از زمان پادشاه جیهاریس خدمت کرده‌است، او زمانی یک شوالیه قدرتمند بود. او وظیفه دارد از پرنسس رینیرا مراقبت و محافظت کند.[۸]
- متیو نیدهم در نقش لریس استرانگ:[ص] پسر کوچکتر ارباب قانون لیونل استرانگ، به دلیل مشکل مادرزادی به کج‌پا معروف است ولی برخلاف مشکل بدنی، فردی بسیار باهوش و زیرک است.[۸]
- جفرسون هال در نقش دوقلوهای همسان لرد جیسون لنیستر/سر تایلند لنیستر:[۸]
  - لرد جیسون لنیستر:[ض] لرد کسترلی راک و رئیس خاندان لنیستر. او که یک شکارچی متکبر و جنگجو است، برای دست پرنسس رینیرا تارگرین رقابت می‌کند.
  - سِر تایلند لنیستر:[ط] برادر کوچکتر لرد جیسون لنیستر، یک سیاستمدار حیله‌گر است که بعداً جای لرد کورلیس ولاریون را به عنوان ارباب کشتی‌ها می‌گیرد.[۸]
- هری کولت در نقش شاهزاده جیسریس ولاریون:[ظ] نخستین پسر پرنسس رینیرا.[۱۰] او یک اژدهاسوار است که بر روی اژدهایش «ورمکس»[ع] سوار می‌شود.
  - لئو هارت در نقش جیسریس ولاریون جوان.[۱۰]
- تام گلین-کارنی در نقش شاهزاده / پادشاه اِگان تارگرین دوم:[غ] پسر اول پادشاه ویسریس تارگرین و ملکه آلیسنت های‌تاور و برادر ناتنی پرنسس رینیرا تارگرین. او بعداً توسط طرفداران ملکه آلیسنت به عنوان پادشاه اِگان دوم تاج‌گذاری می‌شود.[۱۰] او یک اژدهاسوار است که بر روی اژدهایش «سانفایر»[ف] پرواز می‌کند.
  - تای تننت در نقش اگان تارگرین جوان.[۱۱]
- ایوان میچل در نقش شاهزاده ایموند تارگرین:[ق] دومین پسر پادشاه ویسریس، برادرزادهٔ شاهزاده دیمون و برادر ناتنی پرنسس رینیرا.[۱۰] او یک اژدهاسوار است که بر روی اژدهایش «وِگار»[ک] سوار می‌شود.
  - لئو اشتون در نقش ایموند تارگرین جوان.[۱۰]
- بتانی آنتونیا در نقش لیدی بئلا تارگرین:[گ] دختر بزرگ شاهزاده دیمون تارگرین و لیدی لِنا ولاریون. او یک اژدهاسوار است که سوار برای اژدهای جوان «مون‌دَنِسر»[ل] می‌شود.[۱۰]
  - شانی اسمتورست در نقش بئلا تارگرین جوان.
- فیبی کمبل در نقش لیدی رینا تارگرین:[م] دختر کوچکتر شاهزاده دیمون تارگرین و لیدی لِنا ولاریون.[۱۰]
  - ایوا اوسی-گرنینگ در نقش رینا تارگرین جوان.
- فیا سابان در نقش پرنسس / ملکه هلینا تارگرین:[ن] فرزند دوم و تنها دختر پادشاه ویسریس تارگرین و ملکه آلیسنت های‌تاور، همسر برادرش اِگان تارگرین، و مادر فرزندانش.[۱۰] او علاقهٔ منحصر به فردی به حشرات دارد و اغلب به زبان نبوی مرموز صحبت می‌کند. او یک اژدهاسوار است که بر روی اژدهایش «دریم‌فایر»[و] سوار می‌شود.
  - ایوی آلن در نقش هلینا تارگرین جوان.

### تکرارشونده
- گاوین اسپوکس در نقش لرد لیونل استرانگ:[ه] لردِ هارنهال و ارباب قانون‌ها در شورای کوچک پادشاه ویسریس.[۸]
- دیوید هوروویچ در نقش گرندمستر مِلوس:[ی] مشاور مورد اعتماد پادشاه ویسریس و عضو شورای کوچک پادشاه ویسریس.[۸]
- بیل پترسون در نقش لرد لایمن بیزبری:[اا] لردِ هانیهولت و ارباب سکه در شورای کوچک پادشاه ویسریس.[۸]
- استفان رودری در نقش لرد هوبرت های‌تاور:[اب] رئیس خاندان های‌تاور و فرمانروای اولدتاون. او برادر بزرگتر سِر آتو های‌تاور است.[۱۰]
- جان مک‌میلان در نقش سِر لِنور ولاریون:[اپ] پسر پرنسس رینیس و لرد کورلیس ولاریون و نخستین همسر پرنسس رینیرا تارگرین.[۱۲] او یک اژدهاسوار باتجربه است که بر روی اژدهایش «سی‌اِسموک»[ات] پرواز می‌کند.
  - تئو نیت در نقش لِنور ولاریون جوان.[۱۲]
  - متیو کارور در نقش لِنور ولاریون کودک
- نانا بلوندل در نقش لیدی لِنا ولاریون:[اث] دختر کورلیس ولاریون و رینیس تارگرین، و بعدها همسر دوم شاهزاده دیمون تارگرین.[۱۲][۱۳] او یک اژدهاسوار است که بر روی اژدهایش «وِگار» سوار می‌شود.
  - ساوانا استین در نقش لِنا ولاریون جوان.[۱۰]
  - نوا فوئیلیس-موس در نقش لِنا ولاریون کودک.[۱۰]
- الیوت تیتنسور در نقش سِر اِریک کارگیل:[اج] عضو گارد پادشاهی ویسریس تارگرین یکم و همچنین دوقلوی سِر آریک کارگیل[۱۰]
- لوک تیتنسور در نقش سِر آریک کارگیل:[اچ] عضو گارد پادشاهی ویسریس تارگرین یکم و همچنین دوقلوی سر اِریک کارگیل[۱۰]
- آنتونی فلانگان در نقش سِر استفون دارکلین: عضو گارد پادشاهی.[۱۰]
- رایان کُر در نقش سِر هاروین استرانگ: پسر ارشد ارباب قانون لیونل استرانگ و وارث هارنهال. او که با نام «بریک‌بونز» شناخته می‌شود، گفته می‌شود که قوی‌ترین مرد در هفت پادشاهی است.[۸]
- ویل جانسون در نقش سِر ویموند ولاریون: برادر کوچکتر لرد کورلیس ولاریون و فرمانده نیروی دریایی ولاریون.[۱۲]
- کورت گییاوان در نقش گرند مستر اورول:[اح] یکی از استادان سیتادل که جایگزین مِلوس می‌شود.[۱۰]
- الیوت گریهولت در نقش شاهزاده لوسریس ولاریون:[اخ] پسر دوم پرنسس رینیرا.[۱۰] او یک اژدهاسوار است که بر روی اژدهایش «آراکس»[اد] سوار می‌شود.
  - هاروی سادلر در نقش لوسریس ولاریون جوان.[۱۰]
- پل کندی در نقش جاسپر وایلد: معروف به «آیرون‌راد»، ارباب رین هاوس و رئیس خاندان وایلد.[۱۰]
- فیل دنیلز در نقش مستر جراردیس: یکی از لردهای سیتادل.[۱۰]

### مهمان
- سیان بروک در نقش ملکه اِما آرین: ملکه هم‌نشین و همسر اول پادشاه ویسریس تارگرین[۱۰] او از طریق مادرش، پرنسس دایلا تارگرین، نوهٔ پادشاه جهریس تارگرین است که دخترعمهٔ ویسریس محسوب می‌شود. او با تولد پسرش شاهزاده بئلون تارگرین می‌میرد، که کودک نیز در روز تولدش می‌میرد.[۹]
- مایکل کارتر در نقش پادشاه جهریس تارگرین: چهارمین پادشاه از هفت پادشاهی، و پدربزرگ پادشاه ویسریس تارگرین، شاهزاده دیمون تارگرین، پرنسس رینیس تارگرین و ملکه اِما آرین. او با عنوان‌های «آشتی‌دهنده» یا «پادشاه پیر» شناخته می‌شود و بیش از نیم قرن حکومت کرد، و در نهایت از همه فرزندانش بیشتر عمر کرد که مجبور شد شورای بزرگی را برای انتخاب وارث در بین نوه‌های خود ترتیب دهد.
- جولیان لوئیس جونز در نقش بورموند براثیون: لردِ استورمز اِند و رئیس خاندان براثیون در اوایل سلطنت ویسریس تارگرین یکم. او همچنین داییِ رینیس تارگرین است.[۱۰]
- فرانکی ویلسون در نقش کاپیتان راندیل بارت
- دیوید هانسلو در نقش لرد ریکون استارک: ارباب وینترفل، رئیس خاندان استارک و والی شمال در ابتدای به تخت نشستن ویسیریس
- دَنیل اسکات اسمیت در نقش کراگاس درهار: شاهزادهٔ دریاسالار که به تری‌آرچی خدمت کرد و استپ‌استونز را فتح کرد و تجارت دریایی وستروس را آزار داد. او به خاطر خوراندن دشمنانش به خرچنگ‌ها به «کرب‌فیدر» معروف شد و در اپیزود «دوم در نامش» توسط دیمون کشته شد.
- سولی مک‌لئود در نقش سر جافری لونماوث: شوالیهٔ خاندان لونماوث، و عاشق لینور ولاریون.[۱۰]
- آلفی تاد در نقش ویلم بلک‌وود: یکی از خواستگاران رینیرا در طول تور پرنسس برای همسریابی در استورم‌لندز. ویلم از خاندان باستانی بلک‌وود است که از خون نخستین انسان‌ها است که به عنوان پادشاهان سرزمین رودخانه در دوران قهرمانان حکومت می‌کردند، نشأت می‌گیرد. پس از اینکه جرل براکن او را مورد تمسخر قرار داده و یک «فرد بزدل» می‌خواند، ویلم، جرل را در یک دوئل شمشیری در اپیزود «پادشاه دریای باریک» می‌کشد.[۱۴][۱۵]
- ریچل ردفورد در نقش لیدی رئا رویس: وارث رانستون و همسر اول پرنس دیمون تارگرین.
- اوون اوکشات در نقش سر جرولد رویس: پسر عموی لیدی رئا رویس.
- راجر ایوانز در نقش سِر بوروس براثیون: پسر لرد بورموند براثیون.[۱۰]

## قسمت‌ها
| فصل | قسمت‌ها | قسمت‌ها | تاریخ اصلی روی آنتن رفتن | تاریخ اصلی روی آنتن رفتن |
| فصل | قسمت‌ها | قسمت‌ها | اولین بار                | آخرین بار                |
| --- | ------ | ------ | ------------------------ | ------------------------ |
| ۱   | ۱۰     | ۱۰     | ۲۱ اوت ۲۰۲۲              | ۲۳ اکتبر ۲۰۲۲            |
| ۲   | ۸      | ۸      | ۱۶ ژوئن ۲۰۲۴             | ۴ اوت ۲۰۲۴               |

### فصل ۱ (۲۰۲۲)
| شم. | عنوان                   | کارگردان        | نویسنده                  | تاریخ انتشار اصلی | U.S. تعداد بیننده (میلیون) |
| --- | ----------------------- | --------------- | ------------------------ | ----------------- | -------------------------- |
| ۱ | «وارثان اژدها»          | میگل سپاچنیک    | رایان کندال              | ۲۱ اوت ۲۰۲۲       | ۲٫۱۷                       |
| در زمان سلطنت جیهاریس تارگرین، پادشاه پیشین، تراژدی‌های مرگباری جان دو پسر بزرگ او، شاهزاده‌ها ایمون و بِئلون را گرفت و خط جانشینی بلاتکلیف ماند. شورایی بزرگ برای انتخاب حاکم آیندهٔ وستروس تشکیل می‌شود. نوه‌های پادشاه جیهاریس، پرنسس رینیس تارگرین، و پسر عموی کوچکتر رینیس یعنی پرنس ویسریس تارگرین نامزدهای این انتخابات هستند. طبق قانون وستروسی، وارث مذکر علیرغم تاریخ تولد، بر مؤنث ارجعیت دارد و ویسریس به عنوان ولیعهد برگزیده می‌شود. نه سال بعد، پادشاهیِ ویسریس یکم در معرض خطری از «تری‌آرچی» (اتحادی سه‌نفره از شهرهای آزاد اِسوس) که به دنبال به دست آوردن منطقه استپ‌استونز هستند قرار می‌گیرد. ویسریس همچنین باید وحشیگری برادر کوچکترش دیمون در مقام فرمانده نگهبانان کینگز لندینگ را تحت کنترل دربیاورد. ویسریس و همسرش ملکه اِما در انتظار به دنیا آمدن پسرشان هستند و مسابقاتی برای جشن گرفتن ترتیب داده شده‌است. در طول این رویداد، سِر کریستون کول در مبارزه‌ای پرنس دیمون را شکست می‌دهد و در همین حین ملکه اِما و پسرش هنگام زایمان می‌میرند. در شب بعد از مراسم سوزاندن ملکه و پسر پادشاه، دیمون به میخانه‌ای می‌رود، و در آنجا پسر پادشاه را «ولیعهد یک روزه» می‌نامد. این خبر به اُتو های‌تاور و سپس به پادشاه می‌رسد. دست پادشاه، سِر اُتو های‌تاور، که پیشینه درگیری و تنفر از دیمون، برادر پادشاه را دارد، و مخالف جدی جانشینی دیمون است، پیشنهاد می‌کند که تنها فرزند زندهٔ ویسریس یعنی پرنسس رینیرای نوجوان، وارث تخت آهنین نامیده شود. ویسریس پس از تبعید دیمون، رینیرا را وارث خود می‌نامد. |                         |                 |                          |                   |                            |
| ۲ | «شاهزادهٔ سرکش»          | گرگ یاتانیس     | رایان کندال              | ۲۸ اوت ۲۰۲۲       | ۲٫۲۶                       |
| شش ماه پس از نامگذاریِ رینیرا به عنوان وارث، دیمون، دراگون‌استون را اشغال کرده‌است که توسط هزاران نگهبان وفادار شنل طلایی حمایت می‌شود. در همین حال، شاهزادهٔ دریاسالار کراگاس درهار، معروف به «کرَب فیدر»، به دستور تری‌آرچی، استپ‌استونز را تهدید می‌کند. شورای کوچک، پادشاه ویسریس را تحت فشار قرار می‌دهد تا برای ادامهٔ نسل سلطنتی خود مجدداً ازدواج کند، که وضعیت جانشینی رینیرا را به خطر می‌اندازد. پیشنهاد رینیرا برای نشان‌دادن قدرت در برابر کراگاس رَد می‌شود، و او به انتخاب یک شوالیهٔ جدید برای کینگز گارد تنزل می‌یابد. او سِر کریستون را بدون توجه به عدم حمایت سیاسیِ او، برای تجربهٔ رزمی‌اش انتخاب می‌کند. در همین حال آلیسنت های‌تاور به اصرار پدرش به آرامش‌دادن به پادشاه ویسریس ادامه می‌دهد، لرد کورلیس ولاریون، همسر پرنسس رینیس، به دختر دوازده سالهٔ خود، لِنا، پیشنهاد ازدواج با پادشاه را می‌دهد. دیمون یک تخم اژدها را دزدیده‌است تا ویسریس را به یک درگیری در دراگون‌استون تشویق کند، اما اُتو های‌تاور به جای او می‌رود. در حالی که که یک خون‌ریزی در حال وقوع است، رینیرا با اژدهای خود، سیراکس، به دراگون‌استون پرواز می‌کند و تخم را از دیمون به‌طور مسالمت‌آمیز پس می‌گیرد. نافرمانی او، پادشاه را خشمگین می‌کند و باعث بحثی صمیمانه در مورد ملکه اِما و ازدواج مجدد او می‌شود. در نهایت، ویسریس اعلام می‌کند که با آلیسنت ازدواج خواهد کرد، که هم رینیرا و هم کورلیس را شوکه کرده و خشمگین می‌کند. کورلیس به دنبال دیمون برای تشکیل یک اتحاد است. |                         |                 |                          |                   |                            |
| ۳ | «دوم در نامش»           | گرگ یاتانیس     | گیب فونسکا و رایان کندال | ۴ سپتامبر ۲۰۲۲    | ۱٫۷۵                       |
| برای سه سال، درگیری‌ها در منطقه استپ‌استونز بسیار دشوار شده‌است. لرد کورلیس و شاهزاده دیمون بدون حمایت پادشاهی که در مورد وضعیت قلمرو جنوبی بی‌طرف مانده، با کراگاس درهار و دزدان دریایی‌اش می‌جنگند. پادشاه ویسریس یک شکار را برای جشن تولد دومین سالگرد تولد اِگان، پسرش با ملکه آلیسنت، برنامه‌ریزی می‌کند. رینیرا به دلیل توجهی که به برادر ناتنیِ کوچکترش می‌شود، احساس می‌کند که توسط پادشاه نادیده گرفته شده‌است. این امر رابطهٔ او با ویسریس را تیره می‌کند، به خصوص زمانی که پادشاه اصرار دارد که رینیرا باید برای محافظت از اصل و نسب خود ازدواج کند. لرد جیسون لنیستر از کسترلی راک مشتاق ازدواج با رینیرا است، اما رینیرا به او علاقه‌ای ندارد. به توصیهٔ برادرش، اُتو های‌تاور از دخترش آلیسنت می‌خواهد که پادشاه را متقاعد کند که اِگان را به عنوان وارث نامگذاری کند، تا قدرت و اعتبار خاندان های‌تاور بیشتر شود. در همین حال، کورلیس، برادرش ویموند، و دیمون، همراه با چند سرباز از خاندان والیریان، در نبردی سخت علیه جنگجویان تری‌آرچی می‌جنگند. آن‌ها توسط پسر کورلیس، لینور ولاریون، سوار بر اژدهایش حمایت می‌شوند. دیمون بالاخره کرب‌فیدر را می‌کشد. |                         |                 |                          |                   |                            |
| ۴ | «پادشاه دریای باریک»    | کلر کیلنر       | ایرا پارکر               | ۱۱ سپتامبر ۲۰۲۲   | ۱٫۸۱                       |
| رینیرا پس از سفر به اِستورمز اِند، با کمک لرد بورموند باراتیون، خواستگاران بی‌شماری را ملاقات می‌کند و آن‌ها را رد می‌کند. درست زمانی که شاهزاده دیمون با اژدهایش، کاراکسیس، از استپ‌استونز می‌آید، رینیرا به کینگز لندینگ بازمی‌گردد. دیمون می‌گوید که او را «پادشاه دریای باریک» نامیدند، اما به پادشاه ویسریس سوگند وفاداری می‌کند و تاجش را به او تحویل می‌دهد. در حالی که برادرانِ متحد با یکدیگر جشن می‌گیرند، ملکه آلیسنت تنهاییِ خود را به رینیرا، که دلتنگ دوستی‌شان شده‌است، ابراز می‌کند. اواخر شب، رینیرا با لباس پسرانه به همراه دیمون برای کاوش در کینگز لندینگ به بیرون می‌رود. آن‌ها مشروب می‌نوشند، در یک نمایش وقیحانه شرکت می‌کنند، و از یک روسپی‌خانه بازدید می‌کنند. دیمون، رینیرا را اغوا می‌کند، اما نمی‌تواند با خواهرزاده‌اش رابطهٔ جنسی برقرار کند. رینیرا که کاملاً برانگیخته شده‌است، در عوض سِر کریستون کول را پس از بازگشت به رد کیپ اغوا می‌کند. سِر اُتو از طریق جاسوسانش این موضوع را به پادشاه اطلاع می‌دهد. آلیسنت نیز متوجه آن می‌شود، و به‌طور خصوصی رینیرا را که به دروغ ادعا می‌کند هنوز باکره است، زیر سؤال می‌برد. پادشاه با عصبانیت با دیمون روبرو می‌شود، اما دیمون این اتهام را انکار نمی‌کند و در عوض به پادشاه پیشنهاد ازدواج با رینیرا را می‌دهد. پادشاه که می‌دانست دیمون می‌خواهد با ازدواج تاج‌وتخت را به دست آورد، برادرش را به وِیل تبعید می‌کند. ویسریس برای جلوگیری از رسوایی، به رینیرا دستور می‌دهد تا با سِر لِینور ولاریون ازدواج کند. پادشاه سِر اُتو را از مقام دستِ خود برکنار می‌کند، و احساس می‌کند که اُتو او را برای منافع شخصی خود فریب داده‌است؛ او سپس گرند مستر مِلوس را می‌فرستد تا در صورت بارداری، به رینیرا چای سقط جنین بدهد.                     |                         |                 |                          |                   |                            |
| ۵ | «ما راه را روشن می‌کنیم» | کلر کیلنر       | شارمین دگرته             | ۱۸ سپتامبر ۲۰۲۲   | ۱٫۸۳                       |
| در وِیل، دیمون همسرش لیدی رئا رویس را می‌کشد. در محل اقامت خاندان والیریان در جزیرهٔ دریفت‌مارک، پادشاه ویسریس ترتیب ازدواج بین رینیرا و سِر لینور را می‌دهد و لرد کورلیس را آرام می‌کند. رینیرا همجنس‌گرایی لینور را درک می‌کند و پیشنهاد یک ازدواج باز را مطرح می‌کند که در آن آن‌ها وظایف سلطنتی خود را برای تولید وارث انجام می‌دهند و در عین حال برای داشتن معشوق آزاد می‌مانند. او پیشنهاد کریستون برای رها کردن تاج‌وتخت و فرار با او را رد می‌کند. پیش از ترک کینگز لندینگ، سِر اتو به ملکه آلیسنت هشدار می‌دهد که اگر رینیرا ملکه شود، فرزندان آلیسنت تهدیدی برای تاج‌وتخت تلقی خواهند شد. آلیسنت از سِر کریستون در مورد رینیرا و دیمون سؤال می‌کند، اما متوجه می‌شود که کریستون معشوقِ رینیرا بوده‌است. در یک جشن، آلیسنت در حین سخنرانی پادشاه، با لباس سبز رنگ—رنگ علامت خاندان های‌تاور برای فراخوان حمله—وارد سالن می‌شود. پسر عموی رئا، دیمون را به قتل رئا متهم می‌کند. دیمون آن را انکار می‌کند و سرزمین‌های همسر مرحومش را طلب می‌کند. معشوقهٔ همجنس‌گرای لینور، سِر جافری لونموث، حدس می‌زند که سِر کریستون، رینیرا را دوست دارد و به او پیشنهاد می‌کند که از اسرار یکدیگر محافظت کنند. کریستون که بر سر شکستن عهد شوالیه‌ای خود درگیر است، خشمگین می‌شود و جافری را تا حد مرگ کتک می‌زند و لینور را بسیار شوکه می‌کند. رینیرا و لینور برای جلوگیری از رسوایی‌های بیشتر در مراسمی خصوصی با هم ازدواج می‌کنند و ویسریس بلافاصله پس از آن غش می‌کند. کمی بعد، سِر کریستون قصدِ خودکشی برای حفظ آبرو دارد اما با حضور آلیسنت اقدام خود را متوقف می‌کند. |                         |                 |                          |                   |                            |
| ۶ | «پرنسس و ملکه»          | میگل سپاچنیک    | سارا هس                  | ۲۵ سپتامبر ۲۰۲۲   | ۱٫۸۶                       |
| ده سال بعد، پرنسس رینیرا فرزند سومی را به دنیا می‌آورد که سِر لینور نام او را جافری می‌گذارد. ملکه آلیسنت خاطرنشان می‌کند که رنگ موی این نوزاد، مانند برادرانش جاکریس و لوسریس، به جای نقره‌ای، که به خاندان تارگرین و ولاریون نسبت داده می‌شود، قهوه‌ای است. پادشاه ویسریس درخواست ملکه برای اعلام حرامزاده‌بودنِ پسران پرنسس را نادیده می‌گیرد. سِر کریستون، که اکنون به آلیسنت وفادار است، سِر هاروین را به دعوا بر سر شایعاتی در مورد بی‌وفاییِ رینیرا تشویق می‌کند. آلیسنت، اِگان را به خاطر یک شوخی نسبت برادرش ایموند سرزنش می‌کند، سپس می‌گوید که باید روزی خود را برای جنگیدن برای تاج‌وتخت آماده کند. دیمون و لِنا، به همراه دختران خود بئلا و رینا، از اِسوس دیدن می‌کنند، و در آنجا شاهزادهٔ شهر بندریِ پنتوس به آن‌ها در ازای اتحاد علیه تری‌آرچی، که استپ‌استونز را پس گرفته‌است، پیشنهاد جایگاهی اربابی می‌دهد. پس از یک زایمان دردناک، لِنا که قادر به زایمان نیست، به اژدهای خود وِگار دستور می‌دهد تا او را بسوزاند. رینیرا برای برقراری صلح، پیشنهاد ازدواجِ پسرش جاکریس را با هلنا، دختر آلیسنت می‌دهد. سِر لیونل استرانگ به دلیل شایعاتِ مربوط به پسرش هاروین، استعفای خود را به عنوان دستِ پادشاه پیشنهاد می‌کند. پادشاه ویسریس امتناع می‌کند، اما به او اجازه می‌دهد تا برای مدت کوتاهی با پسرش هاروین به هارنهال سفر کند. خداحافظیِ عاطفیِ هاروین با رینیرا و پسرانش اینطور تلقی می‌شود که او پدر بیولوژیکی آنهاست. ملکه آلیسنت، که هنوز آرزو می‌کند پدرش دستِ پادشاه می‌بود، به لَریس استرانگ اعتماد می‌کند. در هارنهال، لیونل و هاروین در یک آتش‌سوزی می‌میرند که ظاهراً توسط لریس تنظیم شده‌است. رینیرا، لینور و فرزندانشان همگی کینگز لندینگ را ترک‌کرده و به دراگون‌استون نقل‌مکان می‌کنند. |                         |                 |                          |                   |                            |
| ۷ | «دریفت‌مارک»             | میگل سپاچنیک    | کوین لاو                 | ۲ اکتبر ۲۰۲۲      | ۱٫۸۸                       |
| پادشاه ویسریس و دربارش در مراسم خاکسپاری لیدی لِنا در دریفت‌مارک شرکت می‌کنند. رینیرا و دیمون دوباره با هم متحد شده و از نظر فیزیکی صمیمی‌تر می‌شوند. شاهزاده ایموند اژدهای لِنای فقید، وِگار، را به عنوان اژدهای خودش ادعا می‌کند و منجر به یک درگیری با پسرعموها و خواهرزاده‌هایش می‌شود که در آن لوسریس با یک چاقوی فولادی والریایی چشم ایموند را می‌بُرد. ویسریس درخواست ملکه آلیسنت مبنی بر اینکه چشم لوسریس به عنوان انتقام بیرون کشیده شود را رد می‌کند. وقتی آلیسنت سعی می‌کند به لوسریس حمله کند، پرنسس رینیرا او را مسدود می‌کند. آلیسنت در یک مبارزه به بازوی رینیرا ضربه می‌زند. پس از ادعاهایی مبنی بر اینکه فرزندان رینیرا حرامزاده هستند، ویسریس حکم می‌دهد که زبان هر کسی که از این به بعد مشروعیت آنها را زیر سؤال ببرد، بریده خواهد شد. آتو های‌تاور که به عنوان دست پادشاه دوباره استخدام شده‌است، به دخترش آلیسنت می‌گوید که آنها به زودی پیروز خواهند شد. رینیرا و دیمون علیه آلیسنت و حامیانش متحد می‌شوند. سر کارل کوری ظاهراً لِنور را به قتل می‌رساند، در حالی که والدینش، پرنسس رینیس و لرد کورلیس معتقدند جسد ذغالیِ پیدا شده متعلق به پسرشان است. در همین حال، دیمون و رینیرا به‌طور خصوصی طبق سنت قدیمی والریایی ازدواج می‌کنند تا نسل خالص تارگرین را ادامه دهند. به دنبال مرگ ساختگی‌اش، لِنور، سرش را تراشیده و مخفیانه از دریفت‌مارک با سِر کارل فرار می‌کند. |                         |                 |                          |                   |                            |
| ۸ | «ارباب جزر و مد»        | گیتا وازانت پتل | آیلین شیم                | ۹ اکتبر ۲۰۲۲      | ۱٫۷۳                       |
| شش سال بعد، کورلیس ولاریون، ارباب دریفت‌مارک، در جنگ استپ‌استونز به شدت مجروح می‌شود. برادرش، سِر ویموند، از کینگز لندینگ درخواست می‌کند تا او را وارث کورلیس معرفی کند و پسر رینیرا، لوسریس را نامشروع اعلام کند. رینیرا و دیمون برای دفاع از مطالبهٔ لوسریس به پایتخت بازمی‌گردند. آن‌ها دریافتند که پادشاه ویسریس در بستر از پا افتاده و ذهنش پریشان است. ملکه آلیسنت و سِر آتو های‌تاور اکنون بر تمامی وظایف سلطنتی نظارت دارند. هنگامی که شاهزاده اِگان به یک خدمتکار تجاوز می‌کند، آلیسنت آن موضوع را مخفی می‌کند. پس از ورود سِر ویموند به رِد کیپ، رینیرا ترتیبی برای جلب حمایت پرنسس رینیس پیشنهاد می‌کند. او با نقل قول از رؤیای اگان فاتح در مورد «شاهزاده‌ای که وعده داده‌شده» بود از ویسریس می‌خواهد که از جانشینی‌اش دفاع کند. سِر ویموند دادخواست خود را در دادگاه ارائه می‌کند. ویسریس که به سختی قدم می‌گذارد، وارد اتاق تاج‌وتخت می‌شود و لوسریس را وارث دریفت‌مارک اعلام می‌کند. ویموند با خشمگینی فرزندان رینیرا را حرامزاده می‌خواند و دیمون او را گردن می‌زند. در طول مهمانی شام، به نظر می‌رسد که خانواده در حال حل اختلافات خود هستند. پس از خروج ویسریس، ایموند با توهینی غیرمستقیم علیه سه پسر بزرگ رینیرا به دعوا می‌پردازد. بعداً، ویسریس، نزدیک به مرگ، بخش‌هایی از رؤیای اگان فاتح را زمزمه می‌کند که آلیسنت فکر می‌کند منظورش پسرشان، اِگان است. |                         |                 |                          |                   |                            |
| ۹ | «شورای سبز»             | کلر کیلنر       | سارا هس                  | ۱۶ اکتبر ۲۰۲۲     | ۱٫۵۶                       |
| پس از مرگ پادشاه ویسریس، شورای کوچک با رهبریِ سِر آتو های‌تاور توطئه می‌کند تا شاهزاده اِگان را به عنوان پادشاه انتخاب کند. پس از اینکه لرد بیزبری به غصب پرنسس رینیرا اعتراض می‌کند، سِر کریستون کول او را می‌کشد. در همان زمان لردِ فرماندهٔ کینگزگارد سِر هارولد وسترلینگ در اعتراض به این کودتا استعفا می‌دهد. سِر آتو خبر درگذشت پادشاه را به‌منظور تقویت موقعیت خود به تعویق می‌اندازد و وفاداریِ اشراف را طلب می‌کند. ملکه آلیسنت موفق به جلب حمایت پرنسس رینیسِ اسیرشده نمی‌شود. هنگامی که اِگان مخفی می‌شود، آتو به برادرانِ دوقلو و اعضای کینگزگارد، یعنی سِر اریک و سِر آریک، دستور می‌دهد تا شهر را جستجو کنند، در حالی که کریستون و شاهزاده ایموند جداگانه به دستور ملکه برای این کار فرستاده می‌شوند. میساریا، ملقب به «وایت وورم یا کرم سفید»، موقعیت اِگان را در «گرند سِپت» به آتو اطلاع می‌دهد. لرد لریس استرانگ به آلیسنت دربارهٔ جاسوسان میساریا در رِد کیپ هشدار می‌دهد و ترتیبی می‌دهد که خانهٔ آن‌ها را به آتش بکشند. اِگان تمایلی به حکومت ندارد، اما آلیسنت او را برخلاف آن متقاعد می‌کند. در همین حال، اِریک به پرنسس رینیس کمک می‌کند تا از قلعه فرار کند. مردم کینگز لندینگ به سالنی بزرگ مستقر بر روی غار اژدهایان رانده می‌شوند، جایی که آتو مرگ پادشاه ویسریس را اعلام می‌کند و بلافاصله نوه‌اش اِگان را به عنوان پادشاه جدید تاج‌گذاری می‌کند. رینیس وارد سیاه‌چال‌های زیر سالن می‌شود. او با سوارشدن به اژدهای خود ملیس، به سالن نفوذ می‌کند که باعث مرگ بسیاری از مردم عادی می‌شود. او سپس با غاصبان سلطنتی روبرو می‌شود، اما پیش از ترک با اژدهای خود تصمیم می‌گیرد به آن‌ها امان دهد.                                                                                             |                         |                 |                          |                   |                            |
| ۱۰ | «ملکه سیاه»             | گرگ یاتانیس     | رایان کندال              | ۲۳ اکتبر ۲۰۲۲     | ۱٫۸۵                       |
| پرنسس رینیس در دراگون‌اِستون مرگِ پادشاه ویسریس و غصب تاج‌وتخت توسط شاهزاده اِگان را اعلام می‌کند. رینیرای شوکه‌شده، زایمانی زودرس را تجربه می‌کند و از یک مرده‌زایی رنج می‌برد. شاهزاده دیمون که معتقد است ویسریس به قتل رسیده‌است، به جنگ با «سبزها» اصرار می‌کند. سِر اِریک تاج ویسریس را می‌آورد و رینیرا در آنجا ملکه اعلام می‌شود. سِر آتو شرایط اِگان را برای امتیاز انحصاری به رینیرا ارائه می‌کند. او از کشتن آتو توسط دیمون جلوگیری می‌کند و پاسخ را به تأخیر می‌اندازد. دیمون به‌طور خصوصی خشمگین است که رینیرا ممکن است قبول کند که قلمرو را در برابر تهدیدی که رؤیای اِگان فاتح پیش‌بینی کرده بود، متحد کند. رینیس لرد کورلیس را متقاعد می‌کند که وفاداریِ خاندان ولاریون را به جناح «سیاهان» اعلام کند. دیمون قصد دارد اژدهاسوارانِ بیشتری را به خدمت بگیرد و اژدهای بزرگ، ورمیثور، را بیدار می‌کند. رینیرا پسرانش، شاهزاده‌ها جاکریس و لوسریس را به عنوان نماینده می‌فرستد تا خاندان‌های اَرین، اِستارک و باراتیون را به عنوان متحدان خود تضمین کنند. لوسریس با لرد بوروس باراتیون ملاقات می‌کند که از حمایت از رینیرا امتناع می‌کند و می‌گوید که چیزی از سوی وی به او پیشنهاد نشده‌است. در آنجا شاهزاده ایموند نیز حضور دارد که با هماهنگی اِگان با دختر بوروس ازدواج خواهد کرد. ایموند به عنوان تلافی، از لوسریس یک چشمش را می‌خواهد. لوسریس روی اژدهایش، آراکس، پرواز می‌کند، اما ایموند او را با وِگار تعقیب می‌کند. هر دو اژدهایان از دستورات سواران خود سرپیچی می‌کنند. آراکس، وگارِ بسیار بزرگ‌تر را می‌سوزاند. وگار که خشمگین شده‌است، لوسریس و آراکس را یکباره می‌کشد و ایموند که فقط قصد ترساندن لوسریس را داشت، شوکه و مبهوت می‌شود. دیمون خبر مرگ لوسریس را به رینیرا می‌دهد.           |                         |                 |                          |                   |                            |

### فصل ۲ (۲۰۲۴)
| شم. کلی | شم. در فصل | عنوان                  | کارگردان    | نویسنده     | تاریخ انتشار اصلی |
| --- | ---------- | ---------------------- | ----------- | ----------- | ----------------- |
| ۱۱ | ۱          | «پسر در ازای پسر»      | آلن تیلور   | رایان کندال | ۱۶ ژوئن ۲۰۲۴      |
| در دیوار، کرگان استارک به جاکاریس تارگرین ۲۰۰۰ سرباز برای نیروهای رینیرا وعده می‌دهد. رینیس که محاصره کشتی‌های ولاریون در گولت را تضمین می‌کرد، از فرمان دیمون برای کشتن مشترک ایموند و وگار برای انتقام از لوسریس خودداری می‌کند. در همین حال، رینیرا به استورمز اند پرواز می‌کند و بقایای لوک و اژدهایش آراکس را پیدا می‌کند. پس از بازگشت به دراگون‌استون، او خواستار انتقام از ایموند است. اگان دوم تلاش می‌کند تا یک پادشاه خیرخواه باشد، اما آتو های‌تاور، پدربزرگ و دست پادشاه، به سختی نسبت به مردم عادی ترغیب می‌کند تا با وجود محاصره، منابع لازم برای جنگ را تضمین کند. اگان، پسر کوچک و وارث خود جهریس را برای آموزش به شورای کوچک می‌آورد. لاریس از ترس آلیسنت از خیانت سوء استفاده می‌کند. او که به خاطر مرگ لوسریس احساس گناه می‌کند، از آتو می‌خواهد که اجرای جنگ را به تعویق بیاندازد. پس از جان سالم به در بردن از آتش‌سوزی فاحشه‌خانه، میساریا به دراگون‌استون می‌رسد و به جرم خیانت دستگیر می‌شود. دیمون در ازای کمک برای استخدام دو قاتل، آزادی او را وعده می‌دهد. دیمون با ورود مخفیانه به کینگز لندینگ، به یک موش‌گیر به نام «چیز» و یک نگهبان سیتی واچ به نام «بلاد» رشوه می‌دهد تا ایموند را بکشند. آن دو که او را در رد کیپ پیدا نمی‌کنند، وارد سکونت‌گاه هلینا می‌شوند و به جای آن پسرش جهریس را می‌کشند. هلینا، خواهر دوقلوی جهریس، جهریرا را در آغوش گرفته، به اتاق‌های آلیسنت فرار می‌کند و او و کریستون کول را در رختخواب با هم می‌یابد. |            |                        |             |             |                   |
| ۱۲ | ۲          | «رینیرای ستمگر»        | کلیر کیلنر  | سارا هس     | ۲۳ ژوئن ۲۰۲۴      |
| قتل شاهزاده جهریس باعث هرج و مرج می‌شود. پادشاه اگان با عجله شورای کوچک خود را جمع می‌کند و می‌خواهد از رینیرا انتقام بگیرد. سر آتو یک تشییع جنازه عمومی را برای لکه‌دار کردن چهره رینیرا پیشنهاد می‌کند. در این راهپیمایی، یک منادی شعار می‌دهد، «رینیرای ظالم»، در حالی که آلیسنت و هلینا تسلیت مردم را دریافت می‌کنند. «بلاد»، نگهبان شهر دستگیر می‌شود. او به لرد لاریس اعتراف می‌کند که دیمون او و همدستش را که یک موش‌گیر ناشناس است استخدام کرده است. در دراگون‌استون، رینیرا نگران است که محبوبیتش آسیب ببیند. رینیرا با مشکوک‌شدن به اینکه دیمون دستور مرگ جهریس را در صورت غیبت ایموند داده است، می‌گوید که دیگر به او اعتماد ندارد. سپس دیمون به هارنهال پرواز می‌کند تا دیگر اتحادها را دریافت کند. ایموند پس از فرار از ترور، از مرگ لوسریس پشیمان شده و در یک فاحشه‌خانه به دنبال آرامش است. سر کریستون به سر آریک دستور می‌دهد تا رینیرا را با نفوذ به دراگون‌استون که به عنوان دوقلویش اریک تغییر شکل داده است، بکشد. رینیرا به میساریا آزادی می‌دهد. در حین خروج از دراگون‌استون، میساریا متوجه ورود آریک می‌شود و با عجله به سمت قلعه برمی گردد. وقتی آریک بعداً وارد اتاق رینیرا می‌شود، اریک وارد اتاق می‌شود و برادر خود را می‌کشد. اما غم و اندوه بر او غلبه کرده، و خودکشی می‌کند. اگان همهٔ موش‌گیران، از جمله «چیز» را به دار می‌آویزد و آتو را که از شورش پوپولیستی می‌ترسد، خشمگین می‌کند. او سپس آتو را از عنوان دست پادشاه برکنار می‌کند و سر کریستون را منصوب می‌کند. |            |                        |             |             |                   |
| ۱۳ | ۳          | «آسیاب سوزان»          | گیتا پاتل   | دیوید هنکاک | ۳۰ ژوئن ۲۰۲۴      |
| در ریورلندز، خاندان‌های دشمن براکن‌ها و بلک‌وودها بر سر یک اختلاف کوچک ارضی درگیر نبرد مرگباری می‌شوند. برای جلوگیری از جنگ، رینیس به رینیرا می‌گوید که ممکن است آلیسنت به دلایل معقول توجه کند. کریستون پیشنهاد می‌کند که با یک برنامه جسورانه هارنهال را فتح کنند؛ دیمون پیش از او به آنجا می‌رسد و فرمانده قلعه وفاداری‌اش را اعلام می‌کند. آن شب، دیمون رؤیایی از رینیرا در حال دوختن سر جهریس به بدنش می‌بیند. او بیدار می‌شود و زنی ناشناس مرگ او را پیش‌بینی می‌کند. رینیرا رینا، فرزندان کوچکترش و تخم‌های اژدها را به خاندان آرین می‌فرستد تا از آن‌ها محافظت کنند و در صورت سقوط بلک‌ها، خاندان تارگرین ادامه یابد. میساریا مشاور رینیرا می‌شود، در حالی که اگان لاریس را به عنوان استاد جاسوسان خود منصوب می‌کند. در یک فاحشه‌خانه، مردی ادعا می‌کند که برادر ناتنی و حرامزاده شاه ویسریس و شاهزاده دیمون است؛ اگان و همراهانش یک نایب‌السرای جدید را به آنجا می‌آورند. اگان با ایموند عریان برخورد می‌کند و او را به تمسخر می‌گیرد، ایموند با خشونت آنجا را ترک می‌کند. بیلا که در حال گشت زنی بر روی مون‌دنسر است، گروه شناسایی کریستون را که به سمت هارنهال در حال حرکت است، می‌بیند و به دراگون‌استون گزارش می‌دهد. مشاوران رینیرا جنگ با اژدهایان را توصیه می‌کنند. در عوض، رینیرا در لباس یک راهبه به‌طور مخفیانه به پایتخت می‌رود و با آلیسنت صحبت می‌کند که می‌گوید جنگ اجتناب‌ناپذیر است. رینیرا متوجه می‌شود که آلیسنت سخنان در حال مرگ شاه ویسریس را اشتباه فهمیده بود و پسرش اگان را با اگان فاتح پیشگویی شده اشتباه گرفته است. |            |                        |             |             |                   |
| ۱۴ | ۴          | «اژدهای سرخ و طلایی»   | آلن تیلور   | رایان کندال | ۷ ژوئیه ۲۰۲۴      |
| دیمون خواب می‌بیند که سر رینیرای جوان را از تن جدا می‌کند. استاد بزرگ اورویل یک چای مخصوص سقط جنین برای آلیسنت تهیه می‌کند و وقتی آلیسنت از وی می‌پرسد که ویسریس چه کسی را وارث خود نامید، اظهار نادانی می‌کند. اگان از این که ایموند و کریستون بدون اجازه او، لشکرکشی کرده‌اند، عصبانی است. کریستون، سرِ لرد دارکلین داسکندیل را که از وفاداری امتناع کرد، از تن جدا کرد. آلیس ریورز به دیمون می‌گوید که هارنهال تسخیر شده است. معجون خواب آلیس دیمون را با دیدن همسر متوفی خود، لانا ولاریون، دچار توهم می‌کند. رینیرا به دراگون استون بازگشت و با جنگ به‌وسیلهٔ اژدهاها موافقت می‌کند. رینیس خودش و اژدهایش ملیس داوطلب می‌شوند. آلیسنت به اگان می‌گوید که او پادشاه ضعیفی است و باید به مشاورانش اجازه دهد تا جنگ را مدیریت کنند. اگان که ناامید و مست است، با اژدهای سان‌فایر به روکز رست می‌رود. رینیس سوار بر ملیس سربازان کریستون را می‌سوزاند در حالی که ایموند و ویگار در همان نزدیکی پنهان شده‌اند و آماده اند تا به او حمله کنند. وقتی ایموند می‌بیند که اگان و سان‌فایر نزدیک می‌شوند، حمله را به تأخیر می‌اندازد. همان‌طور که ملیس سان‌فایر را زخمی می‌کند، ایموند پرواز می‌کند و به ویگار دستور می‌دهد تا هر دو اژدها را بسوزاند. سان‌فایر با اگان به زمین می‌افتد. رینیس و ملیس به ویگار حمله می‌کنند که او نیز سقوط می‌کند. همان‌طور که رینیس در آسمان دور می‌زند، ویگار بلند می‌شود و به‌طرز مرگباری میلیس را گاز می‌گیرد و باعث می‌شود رینیس روی پشت میلیسِ مرده سقوط کند و بمیرد. کریستون که در طول نبرد بیهوش شده بود، بیدار می‌شود و ایموند را می‌بیند که شمشیری در دست دارد و در نزدیکی اگان درازکشیده و سان‌فایر به‌شدت زخمی ایستاده است. |            |                        |             |             |                   |
| ۱۵ | ۵          | «نایب‌السلطنه»          | کلیر کیلنر  | تی میکل     | ۱۴ ژوئیه ۲۰۲۴     |
| کورلیس، رینیرا و بیلا در سوگ مرگ رینیس هستند. کریستون سر میلیس را بخ کینگز لندینگ می‌برد، اگرچه رعایای گرسنه آن را طالع بدی می‌دانند. اگان جان سالم به در برده است، اما به کما رفته و به شدت سوخته است، در حالی که سانفایر احتمالاً نزدیک به مرگ است. کریستون از گفتن آنچه واقعاً در نبرد رخ داده به آلیسنت خودداری می‌کند. دیمون رؤیای زنا با مادرش را می‌بیند که او را پسر مورد علاقه خود می‌خواند. شورای کوچک، آلیسنت را به‌عنوان نایب‌السلطنه نمی‌پذیرد و در عوض، ایموند را به دلیل مرد بودن و نیاز به یک اژدهاسوار برای تاج‌وتخت انتخاب می‌کند. ایموند دستور می‌دهد دروازه‌های شهر را ببندند و از فرار هیو همر و خانواده اش جلوگیری می‌شود. جین آرین به رینا می‌گوید که او یک اژدهای بالغ را برای محافظت می‌خواست تا دو بچه اژدها. در قلعه دوقلوها، جیس در ازای هارنهال، وفاداری فری‌ها را به دست می‌آورد. رینیرا الیندا را برای جاسوسی به کینگز لندینگ می‌فرستد. دیمون اعلام می‌کند زمانی که ارتش به اندازه کافی بزرگ تشکیل شود به عنوان پادشاه سلطنت خواهد کرد. او به بلک‌وودها دستور می‌دهد تا براکن‌ها را ویران کنند و با زور آن‌ها را وفادار کنند. آلیس از بی رحمی او انتقاد می‌کند و حاکمان ریورلندز جنایات او را محکوم می‌کنند. رینیرا از کمبود سواران برای ورمیتور و سیلوروینگ (تنها اژدهایی که به اندازه کافی بزرگ هستند تا ویگار را به چالش بکشند) ابراز تاسف می‌کند. جیس پیشنهاد می‌کند خاندان‌های دیگر برای یافتن نوادگان والریایی جستجو شوند. |            |                        |             |             |                   |
| ۱۶ | ۶          | «مردم عامه»            | آندری پارک  | ایلین شیم   | ۲۱ ژوئیه ۲۰۲۴     |
| جیسون لنیستر ارتش خود را به سمت گولدن توث هدایت می‌کند. خدمتکار او، هامفری لفورد، برای ایموند درخواست ملاقاتی می‌فرستد که رد می‌شود. ایموند از تایلاند لنیستر می‌خواهد که برای شکستن محاصره ولاریون با تری‌آرکی متحد شود. ایموند به کریستون دستور می‌دهد تا به هارنهال برود و آلیسنت را از شورای کوچک اخراج می‌کند. سر استفون دارکلین، که نیاکان تارگرین دارد، تلاش می‌کند تا صاحب سیسموک شود اما توسط اژدها سوزانده می‌شود. دیمون خواب برادرش ویسریس را می‌بیند و به وفاداری سایمون استرانگ شک می‌کند. ایموند به لاریس دستور می‌دهد تا اتو هایتاور را به دربار احضار کند. اگان که به آرامی بهبود می‌یابد، به ایموند می‌گوید که نبرد را به خاطر نمی‌آورد. گواین به آلیسنت اطمینان می‌دهد که کوچک‌ترین پسرش، دیرون، بر خلاف برادرانش مهربان است. کورلیس، آلین را به عنوان ناخدایار کشتی منصوب می‌کند. برادر آلین، آدام، توسط سیسموک تعقیب می‌شود. جاسوسان میساریا شایعاتی را منتشر کردند مبنی بر اینکه خانواده‌های سلطنتی با سخاوت زندگی می‌کنند در حالی که مردم عامه گرسنگی می‌کشند. میساریا قایق‌های تارگرین پر از غذا را به کینگز لندینگ می‌فرستد. شهروندان رینیرا را ستایش می‌کنند اما بر سر تدارکات دعوا می‌کنند. آلیسنت و هلنا به سختی از شورش جان سالم به در می‌برند. میساریا به رینیرا می‌گوید که پدرش از او سوء استفاده جنسی کرده است و اینکه چرا او وفادار مانده است. آنها با شور و شوق همدیگر می‌بوسند. با شنیدن اینکه سیسموک یک سوار جدید دارد، رینیرا با اژدهای سیراکس به مواجهه با آن‌ها می‌رود. |            |                        |             |             |                   |
| ۱۷ | ۷          | «کاشت سرخ»             | لونی پریستر | دیوید هنکاک | ۲۸ ژوئیه ۲۰۲۴     |
| رینیرا با آدام از هال روبه‌رو می‌شود که سوار بر سیسموک است و آدام به او قول وفاداری می‌دهد. آلیسنت که از حذف شدنش از شورای کوچک ناامید شده، به کینگزوود می‌رود و خلوت می‌گزیند. لریس استاد بزرگ اورویل را تحت فشار قرار می‌دهد تا بهبودی اگان را تسریع بخشد. رینا هنگام خروج از ایری به‌همراه شاهزاده‌های جوان، به سوی یافتن اژدهای وحشی می‌رود. میساریا به رینیرا می‌گوید که برای یافتن اژدهاسواران احتمالی، در کینگز لندینگ به دنبال حرامزاده‌هایی با خون والریایی بگردد. اکنون لرد پارامونت، یعنی اسکار تالی، به دیمون اعلام وفاداری می‌کند اما رفتار پلید او را محکوم می‌کند. او از دیمون می‌خواهد برای جنایات جنگی عدالت را رعایت کند. سپس دیمون ویلم بلک‌وود را به دلیل سلاخی براکن‌ها اعدام می‌کند. دیمون دید دیگری از ویسریس دارد که از او می‌پرسد آیا واقعاً تاج و بار مسئولیت آن را می‌خواهد یا خیر. جیس رینیرا را به چالش می‌کشد و استدلال می‌کند که اژدهاسواران حرامزاده می‌توانند قدرت تارگرین‌ها را به چالش بکشند و خط جانشینی را به دلیل تولد نامشروع خود تهدید کنند. به دستور رینیرا، الیندا و آلین حرامزاده‌ها را به دراگون استون می‌فرستند، و هیو و اولف در میان آنها هستند. ورمیتور بسیاری از حرامزاده‌ها را می‌کشد تا زمانی که هیو او را از آن خود می‌کند. در همین حین، اولف سوار سیلوروینگ می‌شود و بر فراز کینگز لندینگ پرواز می‌کند. ایموند او را با ویگار تعقیب می‌کند، اما در نزدیکی دراگون‌استون، با دیدن رینیرا همراه سایرکس، ورمیتور و سیلوروینگ به سرعت عقب‌نشینی می‌کند. |            |                        |             |             |                   |
| ۱۸ | ۸          | «ملکه‌ای که همواره بود» | گیتا پاتل   | سارا هس     | ۴ اوت ۲۰۲۴        |
| تایلند لنیستر با تری‌آرکی متحد می‌شود. لریس، اگان را متقاعد می‌کند که خود را به براووس تبعید کنند، جایی که طلاهای هارنهال در آن ذخیره شده است، سپس پس از جنگ، تاج و تخت را پس بگیرند. پس از جستجوی طولانی، رینا اژدهای وحشی را پیدا می‌کند. گواین، کریستون را که از جنگ پشیمان است به چالش می‌کشد. ایموند خشمگین با ویگار به شارپ پوینت حمله می‌کند. رینیرا که امیدوار بود اژدهاسواران بیشتر از درگیری‌ها جلوگیری کند، اعلام جنگ می‌کند. رفتار گستاخانه اولف، جیس را عصبانی می‌کند. آلین تلاش‌های کورلیز برای آشتی را رد می‌کند. رینیرا به‌همراه آدام پس از اینکه سایمون استرانگ هشدار داد که دیمون ممکن است خائن باشد به هارنهال پرواز می‌کند. آلیس دیمون را به سمت درختی می‌برد که در آنجا آینده‌ای از جمله وایت واکر و دنریس تارگرین را پیش‌بینی می‌کند. دیمون که خود را بخشی از یک داستان بزرگتر می‌بیند، به رینیرا که تازه‌وارد هارنهال شده است سوگند وفاداری می‌دهد. ایموند از هلینا می‌خواهد که دریمفایر را به نبرد ببرد. او قبول نمی‌کند و به ایموند می‌گوید که در جنگ خواهد مرد. آلیسنت مخفیانه به دراگون‌استون سفر می‌کند و در ازای امنیت او و خانواده‌اش، پیشنهاد می‌دهد که کینگز لندینگ را به رینیرا تسلیم کند. رینیرا اصرار دارد که اگان باید بمیرد تا این پیشنهاد تضمین شود. اتو های‌تاور برای مدت کوتاهی اسیر در قفس دیده می‌شود. وستروس برای جنگ آماده می‌شود. |            |                        |             |             |                   |

## تولید
در نوامبر ۲۰۱۹ جرج آر آر مارتین خالق ترانه یخ و آتش گفت: «اسپین‌آفی بر اساس کتاب آتش و خون ساخته خواهد شد.» در سپتامبر ۲۰۱۹ گفته شد که اسپین‌آفی از سریال بازی تاج و تخت از جرج آر.آر. مارتین و رایان کندال که دربارهٔ خاندان تارگرین‌ها است از شبکه اچ‌بی‌او مجوز ساخت پایلوت گرفت. به دنبالهٔ همان ماه سریال خاندان اژدها مجوز ساخت گرفت. رایان کندال و میگل سپاچنیک که قسمت‌هایی از سریال بازی تاج‌وتخت مانند «نبرد حرامزادگان» کارگردانی کرده‌بود، به‌عنوان شورانر انتخاب شدند.
فصل دوم شامل هشت قسمت است و قرار است در ۱۶ ژوئن ۲۰۲۴ پخش شود. در دسامبر ۲۰۲۳ مارتین در وبلاگ شخصی خود اظهار داشت که فصل سوم و چهارم در حال نوشته‌شدن هستند.

### فیلمنامه
در ژانویهٔ ۲۰۲۰ کیسی بلایز رئیس برنامه‌ریزی شبکه اچ‌بی‌او اعلام کرد که کار نوشتن داستان آغاز شده و سریال در سال ۲۰۲۲ پخش خواهد شد.

### انتخاب بازیگران

#### فصل ۱
فرایند انتخاب بازیگر در ژوئیه ۲۰۲۰ آغاز شد و در اکتبر ۲۰۲۰ پدی کانسیداین به‌عنوان بازیگر نقش ویسریس تارگرین اول انتخاب شد. در دسامبر ۲۰۲۰ اولیویا کوک، مت اسمیت و اِما دآرسی به ترتیب به‌عنوان بازیگران نقش‌های آلیسنت‌های تاور، دیمون تارگرین و رینیرا تارگرین انتخاب شدند. در فوریهٔ ۲۰۲۱ ریس ایفانز، استیو توسان، ایو بست و سونویا میزونو به‌عنوان بازیگران اصلی انتخاب شدند و در آوریل ۲۰۲۱ فابین فرانکل نیز به‌عنوان بازیگر شخصیت کریستون کول انتخاب شد.

#### فصل ۲
در ۲۴ آوریل ۲۰۲۳، گیل رنکین، سایمون راسل بیل، فردی فاکس و ابوبکر سلیم به ترتیب برای بازی در نقش‌های آلیس ریورز، سر سایمون استرانگ، سر گوین های‌تاور و آلین از هال به بازیگران فصل دوم پیوستند.

### فیلم‌برداری
فیلم‌برداری فصل اول در آوریل ۲۰۲۱ آغاز شد و فیلمبرداری اولیه نیز در بریتانیا انجام شد در هفتهٔ آخر آوریل ۲۰۲۱، فیلمبرداری در کورن وال انگلیس شروع شد و طبق اعلام وبگاه پروداکشن لیست، فیلمبرداری در اسپانیا و کالیفرنیا ادامه داشت.

### زبان
دیوید جی. پیترسن زبان‌شناس بازی تاج‌وتخت، برای ادامهٔ کار خود بر روی زبان فراساختهٔ والریایی بازگشت. اما دآرسی گزارش می‌دهد که از یادگیری آن لذت می‌برد، در حالی که مت اسمیت در ابتدا از آن می‌ترسید و آن را دلهره‌آور می‌دانست.

### بودجه
طبق گزارش ورایتی، هر قسمت از خاندان اژدها کمتر از ۲۰ میلیون دلار هزینه دارد. در مقایسه با سریال مادر خود، بازی تاج‌وتخت حدود ۱۰۰ میلیون دلار در هر فصل هزینه داشت که هر قسمت آن در فصل‌های اول تا پنجم با نزدیک به ۶ میلیون دلار آغاز شد، و هزینهٔ هر قسمت برای فصل‌های ششم و هفتم حدود ۱۰ میلیون دلار و هر قسمت در فصل هشتم و آخر آن حدود ۱۵ میلیون دلار برآورد شد، که سود آن در مجموع ۲۸۵ میلیون دلار تا فصل هشتم ارزیابی شده‌است. بودجهٔ کلیِ تولید فصل اول خاندان اژدها نزدیک به ۲۰۰ میلیون دلار برآورد شده‌است، در حالی که بودجهٔ بازاریابیِ آن طبق ددلاین هالیوود بیش از ۱۰۰ میلیون دلار بوده‌است که قابل مقایسه با بودجهٔ بازاریابی برای یک فیلم تئاتری گسترده‌است.

## انتشار
خاندان اژدها نخستین بار در ۲۱ اوت ۲۰۲۲ به نمایش درآمد. این نخستین سری جدید اچ‌بی‌او است که با ویژگی‌های ۴کی، دالبی ویژن، اچ‌دی‌آر و دالبی اتموس در پلتفرم استریم اچ‌بی‌او مکس پخش می‌شود. قسمت نخست در ۲ سپتامبر ۲۰۲۲ به صورت رایگان در یوتیوب منتشر شد. فصل دوم در ۱۶ ژوئن ۲۰۲۴ پخش شد.

## بازخورد

### پاسخ انتقادی
| - درصد بررسی‌های مثبت ردیابی‌شده توسط راتن تومیتوز | |
|                                                  | به‌دلیل برخی مشکلات فنی، نمودارها موقتاً قابل مشاهده نیستند. اطلاعات بیشتر پیرامون این مشکل در فابریکاتور و وبگاه مدیاویکی در دسترس است. |

فصل اول در وبسایت بازبینی‌خوانی راتن تومیتوز میانگینِ امتیاز ۸/۱۰ را در اختیار دارد، که ۹۳٪ از ۸۵۸ بررسی منتقدین برای آن مثبت است. اجماع این وب‌سایت چنین می‌نویسد: «خاندان اژدها که دوره‌ای از صلحِ ضعیف را با تمرکز وحشیانه—البته به اختصار—پوشش می‌دهد، پیش‌درآمدی چشمگیر و نمونه‌ای از فتنهٔ دربار است که سلف خود را متمایز کرده‌است.» فصل اول در متاکریتیک، که از میانگین وزنی استفاده می‌کند، بر اساس نظر ۴۳ منتقد امتیاز ۶۹ از ۱۰۰ را کسب کرده که نشان‌گر «نقدهای عموماً مطلوب» است.
فصل دوم امتیاز ۸/۱۰ را در وبسایت راتن تومیتوز دارد که ۹۳٪ از ۸۵۸ بررسی منتقدین برای آن مثبت است. اجماع وب‌سایت اینطور نوشته است: «خاندان اژدها که با گامی عمدی به جای یک تاخت پرشور به فاجعه سلسله‌ای خود نزدیک می‌شود، سهام عاطفی خود را به دقت تنظیم می‌کند تا این منظره آتشین را بیش از پیش داغ کند.» فصل دوم در متاکریتیک بر اساس نظر ۲۹ منتقد امتیاز ۷۳ از ۱۰۰ را کسب کرده که نشان‌گر «نقدهای عموماً مطلوب» است.

### بینندگان
یک روز پس از پخش اولین قسمت، اچ‌بی‌او گفت که این قسمت در اولین شب نمایش آن توسط حدود ۹٫۹۹ میلیون بیننده در ایالات متحده دیده شده‌است که بالاترین تعداد بیننده در یک روز در تاریخ این سرویس بوده‌است. چهار روز بعد با اعلام تمدید برای فصل دوم، این شبکه گفت که تا آن زمان قسمت اول در ایالات متحده توسط بیش از ۲۰ میلیون بیننده تماشا شده‌است.
تعداد مخاطبان در طول اولین نمایش باعث شد که اچ‌بی‌او مکس برای برخی از کاربران، به ویژه کسانی که از دستگاه‌های آمازون فایر تی‌وی استفاده می‌کنند، از کار بیفتد. پلت‌فرم دان‌دتکتور ۳۷۰۰ مورد از پاسخ ندادن این برنامه را گزارش کرد. همچنین گزارش‌هایی از مشکلات پخش گسترده در سرویس شریک کانادایی یعنی کریو وجود دارد. به گفتهٔ نیلسن، این قسمت در روز اول اکران ۳۲۷ میلیون دقیقه در شبکهٔ اچ‌بی‌او مکس در ایالات متحده بیننده داشته‌است. در همین حال، «سامبا تی‌وی» اعلام کرد که ۴٫۸ میلیون خانوادهٔ آمریکایی این قسمت را در چهار روز نخست تماشا کردند. «ویپ مدیا» که داده‌های ۲۲ میلیون بیننده در سراسر جهان را از برنامه «تی‌وی تایم» خود دنبال می‌کند، اظهار داشت که این نخستین نمایشی است که بیشترین تعداد بازدید را در تاریخ نرم‌افزار آن‌ها بر پایهٔ تعداد بینندگان طی سه روز اولیه داشته‌است. پس از یک هفته در دسترس‌بودن، تعداد بینندگان در ایالات متحده در تمام پلتفرم‌ها به نزدیک به ۲۵ میلیون افزایش یافت.
قسمت دوم بر اساس داده‌های نیلسن و اچ‌بی‌او توسط ۱۰٫۲ میلیون بینندهٔ آمریکایی بر روی تمام پلتفرم‌ها در هنگام نخستین پخش آن تماشا شد. این افزایشی ۲ درصدی نسبت به قسمت اول بود. به گفته «ویپ مدیا»، در مقایسه با قسمت اول، اچ‌بی‌او مکس ۷۴ درصد از بینندگان خود را حفظ کرد. برای قسمت سوم، نیلسن اعلام کرد که مجموع بینندگان برای چهار پخش از اچ‌بی‌او در شب اول آن ۲٫۵ میلیون نفر بود که نسبت به قسمت دوم یک میلیون یا ۲۸٫۶ درصد کاهش یافته‌است. به‌طور کلی در سه روز نخست بیش از ۱۶ میلیون بیننده در تمام پلتفرم‌ها آن را تماشا کردند.
بر پایهٔ داده‌های نیلسن، در طول هفتهٔ ۲۲ تا ۲۸ اوت، این سریال ۷۴۱ میلیون دقیقه در ایالات متحده در اچ‌بی‌او مکس دیده شده‌است، و در بین تمام عنوان‌ها استریم رتبهٔ پنجم را به خود اختصاص داده‌است. در هفتهٔ ۲۹ اوت تا ۴ سپتامبر مدت آن به ۷۸۱ میلیون دقیقه افزایش یافت و دوباره در رتبهٔ پنجم قرار گرفت. داده‌های شرکت تحلیلی موسو نشان می‌دهد که در هفته ۶ تا ۱۲ سپتامبر، این سریال بیشترین تعداد دانلود غیرقانونی در بین تمام برنامه‌های تلویزیونی دیگر در سراسر جهان را داشته‌است که ۳۸٫۱ درصد از کل دانلودها و استریم‌های بدون مجوز را به خود اختصاص داده‌است. طبق گزارش ورایتی، میانگین بیننده در پنج قسمت اول در تمام پلتفرم‌ها بیش از ۲۹ میلیون نفر بوده‌است.

### جوایز و نامزدی‌ها
| سال  | جایزه                               | رده | نامزد                                   | نتیجه    | منبع          |
| ---- | ----------------------------------- | --- | --------------------------------------- | -------- | ------------- |
| ۲۰۲۲ | جایزه تریلر طلایی                   | بهترین درام برای یک سریال تلویزیونی/استریمینگ (تریلر/تیزر/پخش تلویزیونی)                                  | خاندان اژدها                            | برنده    | [ ۷۳ ] [ ۷۴ ] |
| ۲۰۲۲ | ۴۸اُمین جوایز برگزیده مردم           | برنامه تلویزیونی مورد علاقه سال ۲۰۲۲                                                                      | خاندان اژدها                            | نامزدشده | [ ۷۵ ]        |
| ۲۰۲۲ | ۴۸اُمین جوایز برگزیده مردم           | نمایش علمی تخیلی/فانتزی مورد علاقه سال ۲۰۲۲                                                               | خاندان اژدها                            | نامزدشده | [ ۷۵ ]        |
| ۲۰۲۳ | انجمن فیلم‌برداران آمریکا            | دستاورد برجسته در فیلمبرداری در اپیزود یک سریال برای تلویزیون غیرتجاری                                    | کاترین گلداشمیت (برای «ارباب جزر و مد») | نامزدشده | [ ۷۶ ]        |
| ۲۰۲۳ | انجمن فیلم‌برداران آمریکا            | دستاورد برجسته در فیلمبرداری در اپیزود یک سریال برای تلویزیون غیرتجاری                                    | الخاندرو مارتینز (برای «شورای سبز»)     | نامزدشده | [ ۷۶ ]        |
| ۲۰۲۳ | جوایز انجمن کارگردانان هنری         | برتری در طراحی تولید برای یک مجموعه یک‌ساعته فانتزی تک‌دوربین                                               | جیم کلی (برای «وارثان اژدها»)           | نامزدشده | [ ۷۷ ]        |
| ۲۰۲۳ | جوایز انجمن طراحان لباس             | برتری در تلویزیون علمی تخیلی/فانتزی                                                                       | جنی تمیم (برای «وارثان اژدها»)          | برنده    | [ ۷۸ ]        |
| ۲۰۲۳ | ۲۸اُمین جوایز فیلم به انتخاب منتقدان | بهترین سریال درام                                                                                         | خاندان اژدها                            | نامزدشده | [ ۷۹ ]        |
| ۲۰۲۳ | ۲۸اُمین جوایز فیلم به انتخاب منتقدان | بهترین بازیگر مکمل مرد در مجموعه درام                                                                     | مت اسمیت                                | نامزدشده | [ ۷۹ ]        |
| ۲۰۲۳ | ۲۸اُمین جوایز فیلم به انتخاب منتقدان | بهترین بازیگر زن پشتیبان در مجموعه تلویزیونی درام                                                         | میلی آلکاک                              | نامزدشده | [ ۷۹ ]        |
| ۲۰۲۳ | هشتادمین مراسم گلدن گلوب            | بهترین مجموعه تلویزیونی – درام                                                                            | خاندان اژدها                            | برنده    | [ ۸۰ ]        |
| ۲۰۲۳ | هشتادمین مراسم گلدن گلوب            | بهترین بازیگر زن – مجموعه تلویزیونی درام                                                                  | اما دآرسی                               | نامزدشده | [ ۸۰ ]        |
| ۲۰۲۳ | جوایز انجمن آرایشگران               | بهترین دوره و/یا گریم شخصیت در یک سریال تلویزیونی، سریال محدود یا مینی‌سریال یا سریال رسانه جدید تلویزیونی | آماندا نایت، سارا کرامر، هدر مک مولن    | نامزدشده | [ ۸۱ ]        |
| ۲۰۲۳ | ۲۹اُمین جوایز انجمن بازیگران فیلم    | اجرای برجسته توسط یک گروه بدلکاری در یک سریال تلویزیونی                                                   | خاندان اژدها                            | نامزدشده | [ ۸۲ ]        |